# Janssensia reticulata
Janssensia reticulata är en insektsart som beskrevs av Victor Lallemand 1950. Janssensia reticulata ingår i släktet Janssensia och familjen Ricaniidae. Inga underarter finns listade i Catalogue of Life.